# Гоянія (мікрорегіон)
Гоянія (порт. Microrregião de Goiânia) — мікрорегіон в мезорегіоні Центр штату Гояс, штат Гояс, Бразилія. Населення становить 2 006 598 осіб (на 2006 рік). Займає площу 6824,791 км². Густота населення — 294,0 особи/км².

## Статистика
- Валовий внутрішній продукт на 2003 становить 11 175 084 778,00 реалів (дані: Бразильський інститут географії та статистики).
- Валовий внутрішній продукт на душу населення на 2003 становить 5982,75 реалів (дані: Бразильський інститут географії та статистики).
- Індекс розвитку людського потенціалу на 2000 становить 0,802 (дані: Програма розвитку ООН).

## Склад мікрорегіону
До складу мікрорегіону включені наступні муніципалітети:
1. Абадія-ді-Гояс
2. Апаресіда-ді-Гоянія
3. Арагоянія
4. Бела-Віста-ді-Гояс
5. Бонфінополіс
6. Калдазінья
7. Гояніра
8. Гоянаполіс
9. Гоянія
10. Гуапо
11. Ідроландія
12. Леополду-ді-Бульойнс
13. Нерополіс
14. Санту-Антоніу-ді-Гояс
15. Сенадор-Канеду
16. Терезополіс-ді-Гояс
17. Тріндаді

| Бразилія | Це незавершена стаття з географії Бразилії. Ви можете допомогти проєкту, виправивши або дописавши її. |